# Berufsverbot
La Berufsverbot (traducido del alemán como Prohibición profesional) es una ley laboral vigente durante el III Reich y en la RFA (tras la postguerra) en la que múltiples profesionales y trabajadores fueron degradados o despedidos de sus puestos de trabajo.
Una vez aplicada el acta, los afectados empezaron a tener dificultades para acceder a cualquier puesto de trabajo a causa de sus "historiales delictivos", convicciones políticas e ideológicas o pertenencia a cualquier grupo social.

## Detalles

### Durante el III Reich
Tras la llegada del nazismo al poder, las recién llegadas autoridades aprobaron la "Berufsbeamtengesetz", por la cual la mayor parte de la población judía, artistas, opositores políticos y demás tuvieron prohibido trabajar en determinadas profesiones; por ejemplo: un médico judío no podía ejercer la medicina.

### Durante la postguerra y la RFA
A pesar de que todas las leyes aprobadas durante el régimen nazi fueron abolidas tras la II Guerra Mundial, las autoridades aliadas continuaron aplicando la normativa, aunque en aquella ocasión fue contra aquellos políticos y funcionariado relacionados o simpatizantes con el Gobierno de entonces. El veto también se aplicó a artistas (ejemplo: cineastas) acusados de colaboracionismo, sin embargo se ampliaría también a los comunistas germanos.

### Decreto Antirradical
El 28 de enero de 1972 el Gobierno Federal y los Cancilleres de los Landers aprobaron la entrada en vigor de la Radikalenerlass (Decreto Antirradical). Con esta acta se buscaba restringir el acceso a la función pública a aquellos con ideas radicales o terroristas. Dicha ley salió adelante como respuesta a las acciones criminales de la RAF.
Por parte de los opositores a la norma, calificaron el edicto como "otro Berufsverbot" bajo el pretexto de que "contradecía el derecho a acceder al mercado laboral garantizado por la Constitución.

### Vogt v. Alemania
Al menos en un caso (caso Vogt v. Alemania de 1995), el Tribunal Europeo de Derechos Humanos instó al Gobierno alemán a indemnizar a una ciudadana: Dorothea Vogt: miembro activa del Partido Comunista y profesora despedida de su cargo. De acuerdo con la sentencia, se infringió dos artículos: Art. 10 (derecho a la libertad de expresión) y Art. 11 (derecho a la libertad de reunión y asociación). En consecuencia, el Estado la indemnizó económicamente por su tiempo trabajado aparte de concedérsele un acceso a la pensión anteriormente denegada.